# Schelhammera multiflora
Schelhammera multiflora là một loài thực vật có hoa trong họ Colchicaceae. Loài này được R.Br. miêu tả khoa học đầu tiên năm 1810.
Loài này là bản địa Queensland, New Guinea và Malesia.